# Ermita del Buen Jesús (Brozas)
La ermita del Buen Jesús, humilladero del Buen Jesús o ermita del Buen Jesús del Humilladero es una ermita de humilladero del siglo XVI ubicada a las afueras de la villa española de Brozas, en la provincia de Cáceres.
Se ubica en las afueras suroccidentales de la villa, separada por un pequeño olivar de la carretera EX-302 que lleva a Herreruela, unos cien metros al norte del convento de Nuestra Señora de la Luz. El edificio forma parte desde 2016 del conjunto histórico de la villa de Brozas. La ermita fue además candidata a Bien de Interés Cultural entre 1982 y 1991.

## Historia
Esta construcción fue levantada hacia 1530 por iniciativa de frey Marcelo de Nebrija, comendador de la Orden de Alcántara que era hijo del gramático Antonio de Nebrija. Se halla rodeada por un jardín con un pequeño muro cuadrado conocido localmente como el "seto", que originalmente tenía cuatro entradas con cinco o seis peldaños de acceso cada una. Hasta el siglo XVIII se celebraba en Brozas la fiesta del "toro de San Marcos", en la cual se hacía recorrer a un toro las estancias del vecino convento de Nuestra Señora de la Luz en el día de la fiesta de San Marcos; en esa ceremonia, el toro visitaba también la ermita del Buen Jesús, y la forma del seto y de sus accesos servían para facilitar la entrada y salida del animal.
En su origen, la ermita estaba vinculada a la parroquia de Santa María, pero se consideraba una ermita privada y no tenía cofradía. Un grupo de vecinos de la villa se encargaba de su mantenimiento económico y de nombrar un capellán.

## Descripción
El edificio es de reducidas proporciones, de planta cuadrada. Los muros están realizados en sillares graníticos, de regulares proporciones, con bóveda de crucería sencilla. El cubo del edificio aparecía rematado con siete figurillas de mármol, de las cuales cuatro son ángeles portadores de escudos, actualmente desaparecidas.
En su interior, la ermita alberga la imagen de Jesucristo atado a la columna que está realizada en alabastro y es obra de Guillén Ferrant. En ella también destaca el altar que está revestido de azulejos talaveranos del siglo XVIII.
En el lado de poniente, se localiza la puerta de acceso, formada por un arco de medio punto de doble rosca enmarcada en rectángulo. En el lado del evangelio, se abre una ventana adintelada.
Hasta mediados del siglo XX, junto a esta ermita había tres cruces de piedra que formaban parte de un antiguo viacrucis que en su origen unía el convento de Nuestra Señora de la Luz con el paseo de los Santos; actualmente las cruces de ese viacrucis están desaparecidas o repartidas por diversos lugares del municipio. Las tres cruces ubicadas junto a la ermita del Buen Jesús fueron destruidas por un grupo de trabajadores italianos durante la construcción del embalse de Alcántara.